# Jeff Piccard
Jeff Piccard (16 dicembre 1976) è un allenatore di sci alpino ed ex sciatore alpino francese.

## Biografia
Jeff Piccard, originario di Les Saisies, proviene da una famiglia di grandi tradizioni nello sci alpino: è fratello di Franck, Ian, John, Leïla e Ted e zio di Roy, tutti sciatori alpini di alto livello.

### Carriera sciistica
Piccard esordì in Coppa Europa il 18 gennaio 1995 a La Thuile in supergigante (47º) e ai successivi Mondiali juniores di Voss 1995 vinse la medaglia di bronzo nello slalom gigante. Nel 1996 esordì in Coppa del Mondo, il 25 novembre a Park City in slalom gigante piazzandosi 11º (tale risultato sarebbe rimasto il migliore della carriera di Piccard nel massimo circuito internazionale), e ottenne il primo podio in Coppa Europa, l'11 dicembre a Obereggen in supergigante (2º); nel 1998, il 29 gennaio, conquistò la prima vittoria nel circuito continentale, a Megève in discesa libera.
Nel 2001 prese parte ai suoi unici Campionati mondiali (nella rassegna iridata di Sankt Anton am Arlberg non completò lo slalom gigante) e il 14 marzo conquistò la seconda e ultima vittoria in Coppa Europa, a Piancavallo in supergigante. Il 26 gennaio 2003 salì per l'ultima volta sul podio in Coppa Europa, a Hermagor-Pressegger See/Nassfeld in slalom gigante (3º), e prese per l'ultima volta il via in Coppa del Mondo, il 4 dicembre 2004 a Beaver Creek in slalom gigante senza completare la prova. Si ritirò al termine di quella stessa stagione 2004-2005 e la sua ultima gara fu lo slalom gigante dei Campionati francesi 2005, disputato il 20 marzo all'Alpe d'Huez e chiuso da Piccard al 22º posto.

### Carriera da allenatore
Dopo il ritiro è diventato allenatore nei quadri della Federazione sciistica della Francia, occupandosi della Nazionale di sci alpino paralimpico.

## Palmarès

### Mondiali juniores
- 1 medaglia:
  - 1 bronzo (slalom gigante a Voss 1995)

### Coppa del Mondo
- Miglior piazzamento in classifica generale: 82º nel 2001

### Coppa Europa
- Miglior piazzamento in classifica generale: 5º nel 1998
- 8 podi:
  - 2 vittorie
  - 2 secondi posti
  - 4 terzi posti

#### Coppa Europa - vittorie
| Data            | Località    | Paese   | Specialità |
| --------------- | ----------- | ------- | ---------- |
| 29 gennaio 1998 | Megève      | Francia | DH         |
| 14 marzo 2001   | Piancavallo | Italia  | SG         |

Legenda:

DH = discesa libera

SG = supergigante

### Campionati francesi
- 4 medaglie:
  - 1 argento (slalom gigante nel 1998)
  - 3 bronzi (supergigante nel 1998; supergigante nel 2003; slalom gigante nel 2004)